# Kylie Christmas
Kylie Christmas este al treisprezecelea album de studio al cântăreței australiene Kylie Minogue. A fost lansat pe 13 noiembrie 2015 de Parlophone.

## Lista cântecelor
| Kylie Christmas – Standard edition |                                                           |                                                |                          |         |  |
| Nr.                                | Titlu                                                     | Autor(i)                                       | Producer(s)              | Lungime |  |
| 1.                                 | „It's the Most Wonderful Time of the Year”                | Edward Pola George Wyle                        | Steve Anderson           | 2:44    |  |
| 2.                                 | „Santa Claus Is Coming to Town” (featuring Frank Sinatra) | John Frederick Coots Haven Gillespie           | Charles Pignone Anderson | 2:15    |  |
| 3.                                 | „Winter Wonderland”                                       | Felix Bernard Richard B. Smith                 | Anderson                 | 1:53    |  |
| 4.                                 | „Christmas Wrapping” (with Iggy Pop)                      | Chris Butler                                   | Anderson                 | 5:05    |  |
| 5.                                 | „Only You” (with James Corden)                            | Vincent Clarke                                 | Anderson                 | 3:05    |  |
| 6.                                 | „I'm Gonna Be Warm This Winter”                           | Hank Hunter Mark Barkan                        | Anderson                 | 2:29    |  |
| 7.                                 | „Every Day's Like Christmas”                              | Mikkel Eriksen Tor Erik Hermansen Chris Martin | Stargate                 | 4:13    |  |
| 8.                                 | „Let It Snow”                                             | Sammy Cahn Jule Styne                          | Anderson                 | 1:56    |  |
| 9.                                 | „White December”                                          | Kylie Minogue Karen Poole Matt Prime           | Prime                    | 3:07    |  |
| 10.                                | „2000 Miles”                                              | Chrissie Hynde                                 | Anderson                 | 3:34    |  |
| 11.                                | „Santa Baby”                                              | Joan Javits Philip Springer Tony Springer      |                          | 3:22    |  |
| 12.                                | „Christmas Isn't Christmas 'Til You Get Here”             | Minogue Anderson Poole                         | Anderson                 | 3:03    |  |
| 13.                                | „Have Yourself a Merry Little Christmas”                  | Hugh Martin Ralph Blane                        | Anderson                 | 3:22    |  |
| Lungime totală:                    | Lungime totală:                                           | Lungime totală:                                | Lungime totală:          | 40:07   |  |

| Kylie Christmas – Deluxe edition bonus tracks |                                     |                                             |                         |         |  |
| Nr.                                           | Titlu                               | Autor(i)                                    | Producer(s)             | Lungime |  |
| 14.                                           | „Oh Santa”                          | Minogue Ash Howes Richard Stannard Anderson | Howes Stannard Anderson | 2:38    |  |
| 15.                                           | „100 Degrees” (with Dannii Minogue) | Minogue Howes Stannard Anderson             | Howes Stannard Anderson | 4:31    |  |
| 16.                                           | „Cried Out Christmas”               | Minogue Poole Prime                         | Prime                   | 3:44    |  |
| Lungime totală:                               | Lungime totală:                     | Lungime totală:                             | Lungime totală:         | 51:00   |  |

| Kylie Christmas – Deluxe edition DVD |                                               |         |  |
| Nr.                                  | Titlu                                         | Lungime |  |
| 1.                                   | „It's the Most Wonderful Time of the Year”    | 2:44    |  |
| 2.                                   | „2000 Miles”                                  | 3:35    |  |
| 3.                                   | „Christmas Isn't Christmas 'Til You Get Here” | 3:04    |  |
| 4.                                   | „100 Degrees” (cu Dannii Minogue)             | 4:31    |  |
| 5.                                   | „I'm Gonna Be Warm This Winter”               | 2:29    |  |
| 6.                                   | „Oh Santa”                                    | 2:37    |  |
| Lungime totală:                      | Lungime totală:                               | 19:00   |  |